# The Man Who Would Not Die (film)
Pour plus de détails, voir Fiche technique et Distribution.
The Man Who Would Not Die est un film américain réalisé par Robert Arkless, sori en 1975.

## Fiche technique
- Titre : The Man Who Would Not Die
- Réalisateur : Robert Arkless
- Scénario : Robert Arkless, George Chesebro, Stephen Taylor d'après le roman The Sailcloth Shroud de Charles Williams
- Musique : Art Harris
- Producteurs : Robert Arkless, Lawrence M. Dick
- Société de production : Sun Target
- Durée : 83 minutes
- Genre : Thriller
- Dates de sortie
  - États-Unis : juin 1975
  - Allemagne de l'Ouest : 1983

## Distribution
- Dorothy Malone : Paula Stafford
- Keenan Wynn : Victor Slidell
- Aldo Ray : Frank Keefer
- Alex Sheafe : Marc Rogers
- Joyce Ingalls : Pat Reagan
- Fred J. Scollay : Lieutenant Willetts
- James Monks : Mr. Reagan
- Jess Osuna : Agent Soames
- Dennis McMullen : Harry Bonner
- Hal Lasky : Reporter
- Cathy Triffon : Jackie
- Valerie Shorr : Girl Friend
- Rick Lede : Ramirez
- Barry Simco : C.P.O. Murthy
- John Peters : Yardman